# IRC 0218
IRC 0218 (noto anche come XMM-LSS J02182−05102) è un ammasso di galassie, con un redshift di z=1.62 pari ad una distanza di 9,6 miliardi di anni luce, che ospita una galassia gigante ellittica, al momento, la più distante forte lente gravitazionale, superando di fatto il precedente record detenuto da J1000+0221 di 200 milioni di anni luce.
La scoperta è stata effettuata dal Telescopio Spaziale Hubble, confermata a terra dal Telescopio Keck ed in spettroscopia.
La scoperta e la successiva analisi dei dati sono stati pubblicati sulla rivista scientifica Astrophysical Journal Letters il 23 Giugno 2014 a cura di un team internazionale di astronomi guidato dal dottor Kim-Vy Tran della Texas A & M University di College Station e dai membri del team Dr. Kenneth Wong e Dr. Sherry Suyu dell'Istituto di Astronomia e Astrofisica dell'Academia Sinica a Taipei, Taiwan.
Si è calcolato che la galassia centrale ellittica dell'ammasso è la più brillante ed ha una massa pari a 180 miliardi di masse solari che, può non sembrare molto, ma è invece enorme in rapporto all'epoca di evoluzione dell'universo in cui si colloca.
L'effetto di lente gravitazionale ha pertanto evidenziato la presenza alle spalle dell'ammasso di una giovane galassia spirale ancora più distante con un redshift di z=2.26 pari ad una distanza di 10,7 miliardi di anni luce. Questa galassia ha una quantità di materia ordinaria pari al 15% ed è colta nel momento in cui sta acquisendo una gran quantità di materia oscura.